# Spice Islander I
La Spice Islander I è stata una nave traghetto del tipo Ro-Ro avente una stazza lorda pari a 836 tonnellate di stazza lorda costruita in Grecia nel 1967 con il nome di Marianna. Fu rinominata Apostolos P dopo essere stata venduta nel 1988. Fu rivenduta ad una compagnia in Honduras nel 2007 e rinominata Spice Islander I. Il 10 settembre 2011 affondò con il suo carico di vite umane.

## Descrizione
La nave era lunga 60 m e larga 11,4 m. La sua stazza lorda era pari a 836 tsl, la stazza netta 663 tsn e la portata lorda 225 tpl. La nave era spinta da due motori Diesel Poyaud 12VUD25 da 1560 cavalli (1160 W)

## Storia

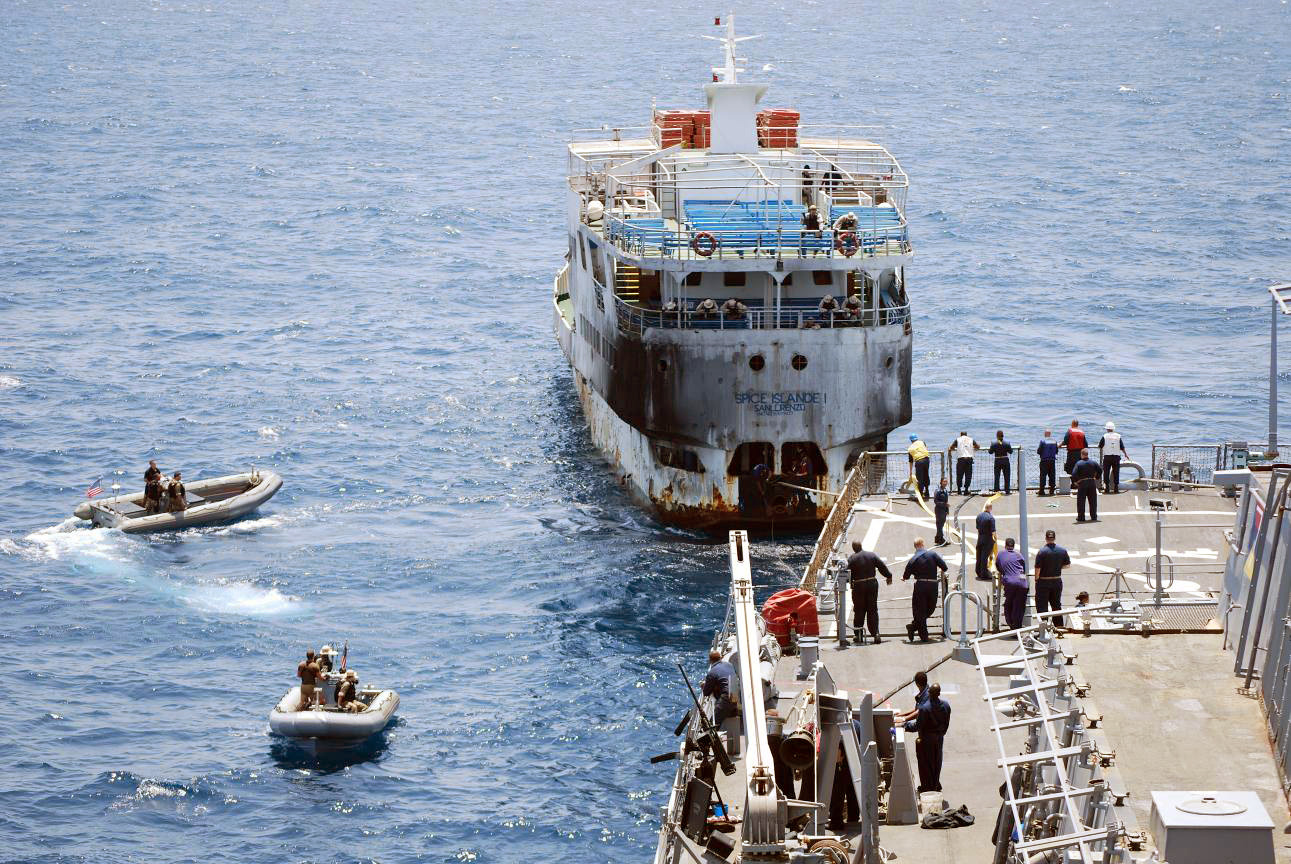
Spice Islander I trainata dalla Uss Stout nel 2007.

Costruita nel 1967 con il nome Marianna per un proprietario sconosciuto, fu in seguito venduta a Theologos P. Naftiliaki, Il Pireo, Grecia. Nel 1988, la nave fu venduta alla compagnia Apostolos Shipping e rinominata Apostolos P. Più tardi fu rivenduta alla Saronikos Ferries e messa in servizio sulla rotta Pireo - Egina (isola) - Angistri.
Nel 2005, Apostolos P fu registrata presso la compagnia Hellenic Seaways. Nel 2007, fu infine venduta a Makame Hasnuu, Zanzibar, Tanzania e rinominata Spice Islander I. 
Il 25 settembre 2007, la Spice Islander I navigava al largo della costa somala quando ebbe dei problemi al motore che risultò essere alimentato da carburante contaminato. Dopo che l'allarme venne lanciato dal Kenya, la USS Stout facente parte della CTF-150 fu inviata in suo soccorso. La nave era in viaggio dall'Oman alla  Tanzania e non stava trasportando passeggeri. Anche la USS James E. Williams (DDG-95) prestò soccorso alla Spice Islander I. La Stout rifornì la nave con 7.800 galloni (30.000 litri) di carburante e fornì alimenti ed acqua ai dieci membri dell'equipaggio. Dopo che i motori furono fatti ripartire, la Spice Islander I riprese il suo viaggio verso la Tanzania.

## Disastro
Alle 21:00 locali (19:00 UTC) del 9 settembre 2011 la Spice Islander I navigava da Unguja verso l'isola di Pemba. È stato riferito trasportasse un carico eccessivo di 800 passeggeri. La sua capacità nominale consisteva in 45 membri dell'equipaggio e 645 passeggeri. Attorno alle 01:00 locali del 10 settembre (23:00 UTC del 9 settembre) lo Spice Islander I affondò tra Zanzibar e l'isola di Pemba. Di tutte le persone a bordo, 612 furono tratte in salvo, tra queste 40 ferite in modo grave. Almeno 200 persone persero la vita.